# Estação Ferroviária de Gouveia
A estação ferroviária de Gouveia (nome anteriormente grafado como "Gouvêa"), é uma gare da Linha da Beira Alta, que serve nominalmente a cidade de Gouveia, em Portugal.

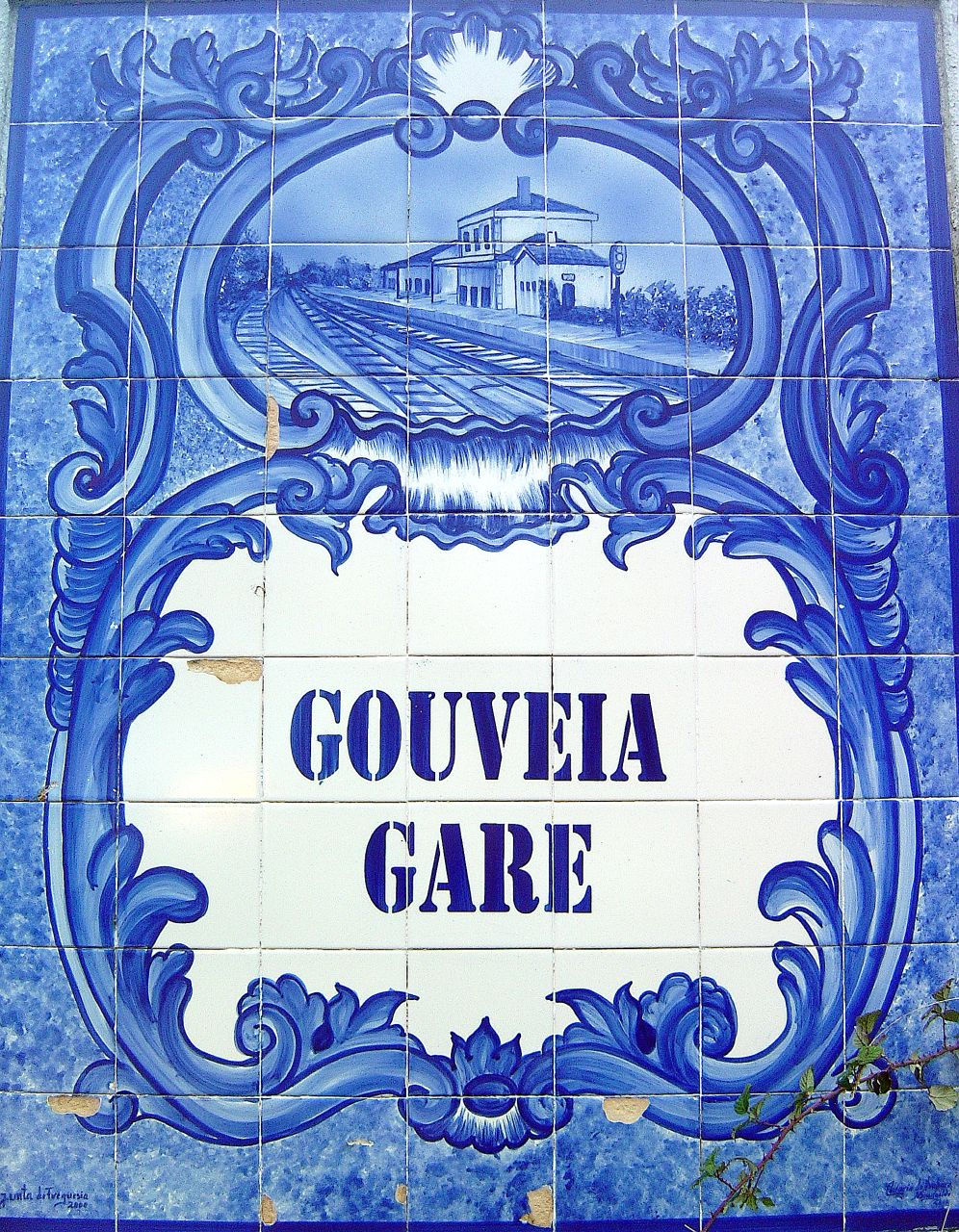
Painel toponímico azulejar da localidade de Gouveia-Gare, ilustrando a estação epónima.

## Descrição

### Localização e acessos
Esta interface situa-se Rua da Estação, na localidade ferroviária de Gouveia Gare, situada no concelho de Mangualde, distando quilómetro e meio, mormente via EN329, de Vila Mendo de Tavares; a cidade de Gouveia (localidade nominal da estação) situa-se a 13 km para sul, acessível pelo trajeto das estradas EN329, EN330, EN17, e EN330-1, em declive acentuado.

### Infraestrutura
Esta interface apresenta duas vias de circulação, identificadas como I e II, com 319 e 306 m de comprimento, respetivamente, e acessíveis por plataformas com comprimentos de 203 e 155 m e com alturas de 40 e 35 cm; existe ainda uma via secundária, identificada como III, com comprimento de 235 m; todas estas vias estão eletrificadas em toda a sua extensão. Esta configuração, sem mudanças nas vias de circulação durante o século XXI, apresenta-se algo reduzida em comparação com a de décadas anteriores. A superfície dos carris ao PK 144+1 situa-se à altitude de 3504 dm acima do nível médio das águas do mar.
O edifício de passageiros situa-se do lado sudeste da via (lado direito do sentido ascendente, para Vilar Formoso).
O local desta interface é um ponto de câmbio nas características da via férrea e do seu uso, nomeadamente mudando aqui o regime de exploração entre tipo RCI (que se estende para nordeste até Muxagata) e tipo RCASA (que se estende para sudoeste até Contenças).
Situa-se junto a esta estação a substação de tração de Gouveia, contratada à C.P., que assegura aqui a eletrificação de parte da Linha da Beira Alta, entre as zonas neutras de Vila Franca das Naves e de Oliveirinha; complementarmente existe também a zona neutra de Gouveia que divide em duas partes, isolando-as, o referido troço da rede alimentado por esta subestação.

### Serviços
Em dados de 2023, esta interface é frequentada por serviços da C.P. efetuados por via rodoviária com uma única circulação diária em cada sentido, devido às obras de requalificação da Linha da Beira Alta, iniciadas em Abril de 2022 e cuja conclusão está prevista para 2024.[carece de fontes?]

## História

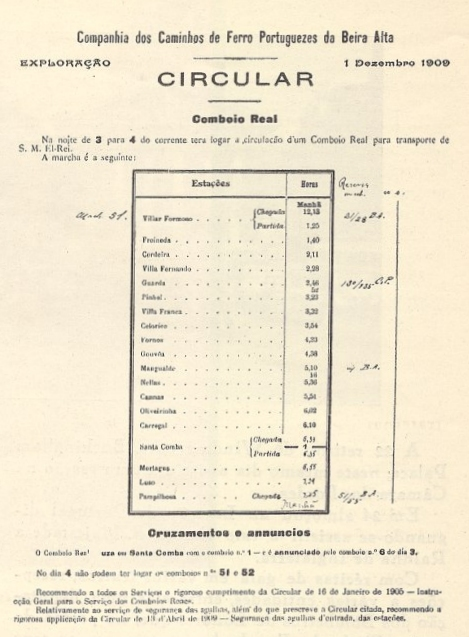
Itinerário de um comboio real entre Vilar Formoso e a Pampilhosa, em 4 de Dezembro de 1909. Esta gare surge com o nome contemporâneo: Gouvêa.

### Inauguração
A Linha da Beira Alta entrou ao serviço, de forma provisória, em 1 de Julho de 1882, tendo sido definitivamente inaugurada em 3 de Agosto do mesmo ano, pela Companhia dos Caminhos de Ferro Portugueses da Beira Alta. A estação de Gouveia constava já do elenco original de estações e apeadeiros.

### Século XX
Em 1913, a estação era servida por carreiras de diligências até Cabra, Gouveia, Olas, São Paio e Salgueiro.
No relatório de 1931 a 1933 da Junta Autónoma das Estradas, reportou-se que a estação de Gouveia foi ligada à Estrada Nacional 8-1ª, pela construção de terraplanagens no ramal de Chãs de Tavares.
Em 1932, foi instalada betonilha de cimento no solo da plataforma entre a primeira e segunda vias.
Em Julho de 1935, a Companhia da Beira Alta tinha um despacho central em Gouveia, que fazia serviços rodoviários de passageiros, bagagens e mercadorias até à gare ferroviária. Nesse ano, a companhia realizou obras de reparação na estação, incluindo o edifício principal, as retretes e a habitação dos funcionários, e construiu um novo escritório envidraçado para a grande velocidade.

#### Ligações projectadas a outras linhas
Em 1907, foi classificado o projecto da rede ferroviária complementar do centro, onde estavam planeadas duas linhas com ligação a Gouveia, ambas de via estreita, uma com origem no Entroncamento e outra em Mangualde. Em 17 de Março desse ano, realizou-se um comício em Mangualde, onde participaram os presidentes de várias câmaras municipais da região Centro, incluindo o de Gouveia, tendo sido exigida a construção de uma linha entre Viseu e Gouveia. Em 21 de Março de 1909, o jornal O Comércio de Viseu reportou que uma delegação viseense tinha ido a Lisboa para pedir a resolução de vários problemas da região, incluindo a linha de Viseu a Gouveia. Esta reivindicação continuou após a queda da monarquia, sendo umas principais promessas referidas nos discursos dos republicanos. Com efeito, quando o Ministro do Fomento do governo provisório, Brito Camacho, visitou os concelhos de Mangualde e Gouveia, uma comissão pediu que fosse executado o projecto da linha de Coimbra a Viseu via Arganil, Gouveia e Mangualde. No entanto, devido aos problemas financeiros e à instabilidade política da Primeira República, estes projectos nunca saíram do papel. Em 31 de Maio de 1914, ocorreu uma manifestação em Viseu, onde se reivindicou a construção de várias vias férreas, incluindo o troço de Viseu a Gouveia por Mangualde. Ainda na década de 1910, o Ministro do Fomento iniciou um processo de reorganização dos projectos ferroviários, incluindo uma linha do Entroncamento a Gouveia.

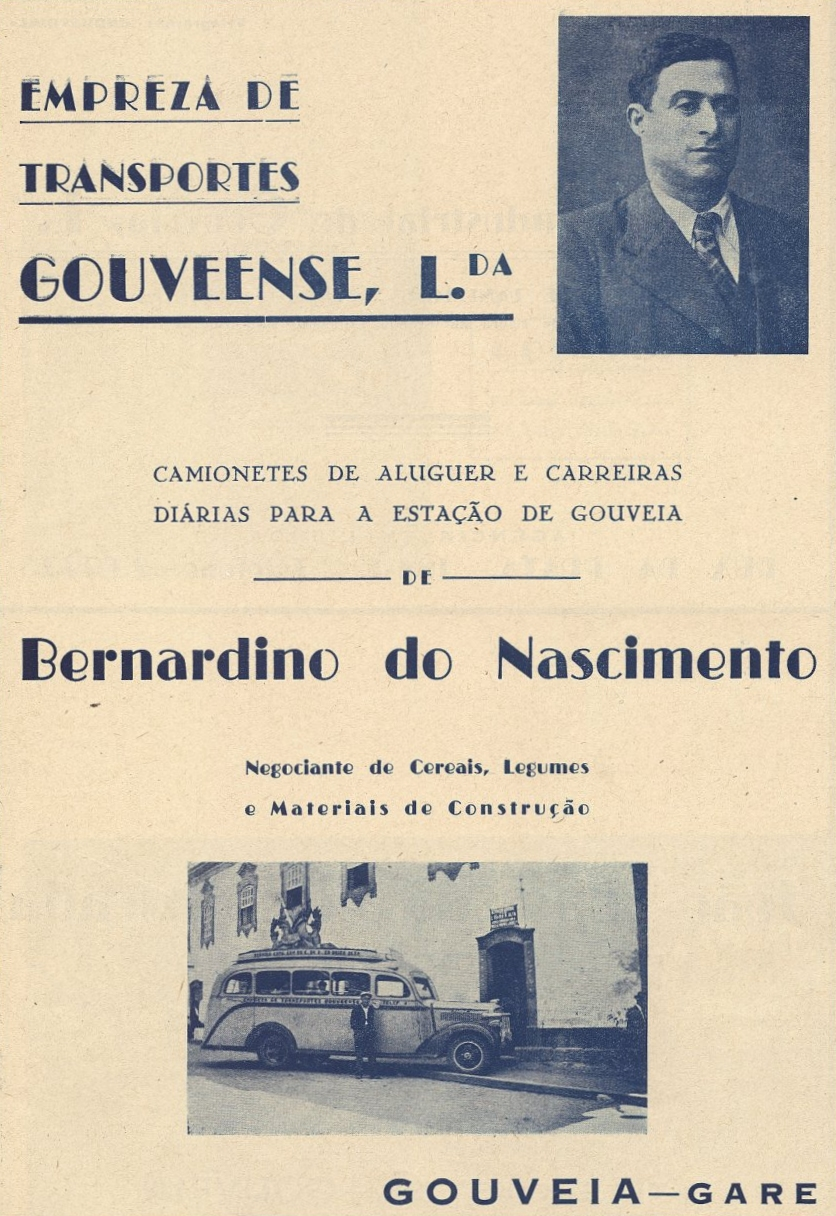
Anúncio da Empreza de Transportes Gouveense, que operava em 1943 uma carreira de autocarros entre a estação e a localidade de Gouveia.

Em 1 de Janeiro de 1927, a Gazeta dos Caminhos de Ferro noticiou que a Companhia da Beira Alta estava a estudar a construção de um ramal entre as estações de Gouveia e de Santa Comba Dão, passando por Abrunhosa-a-Velha, Seia e Oliveira do Hospital. Nesse ano, foi formada uma comissão técnica para estudar e reorganizar o plano da rede ferroviária nacional, tendo sido organizada uma reunião na cidade de Viseu em 16 de Novembro de 1928, para analisar os novos projectos para os caminhos de ferro. Nessa reunião, chegou-se a acordo que uma das linhas que deviam ser prioritárias na construção era a de Viseu à Lousã via Arganil, Gouveia e Mangualde. Em 22 de Dezembro desse ano, uma comissão foi até Lisboa para se encontrar com o governo, onde lhes foi prometido que já estava tudo preparado para a Companhia da Beira Alta construir o troço entre Viseu e Gouveia. No entanto, este projecto foi suspenso pelo Decreto n.º 22.379, de 29 de Março de 1933, tendo a ideia sido posteriormente abandonada devido ao desenvolvimento dos transportes rodoviários na região, a partir da Década de 1930.

#### Modernização
O projecto de modernização da Linha da Beira Alta, estudado pela empresa Caminhos de Ferro Portugueses desde 1988, tinha como objectivo melhorar as condições de circulação naquela linha, que era o principal eixo ferroviário de acesso ao resto da Europa. Este projecto incluiu a renovação e electrificação da via férrea, a instalação de sinalização eléctrica, e a remodelação de várias estações, incluindo Gouveia, onde foi instalada uma subestação de tracção eléctrica.

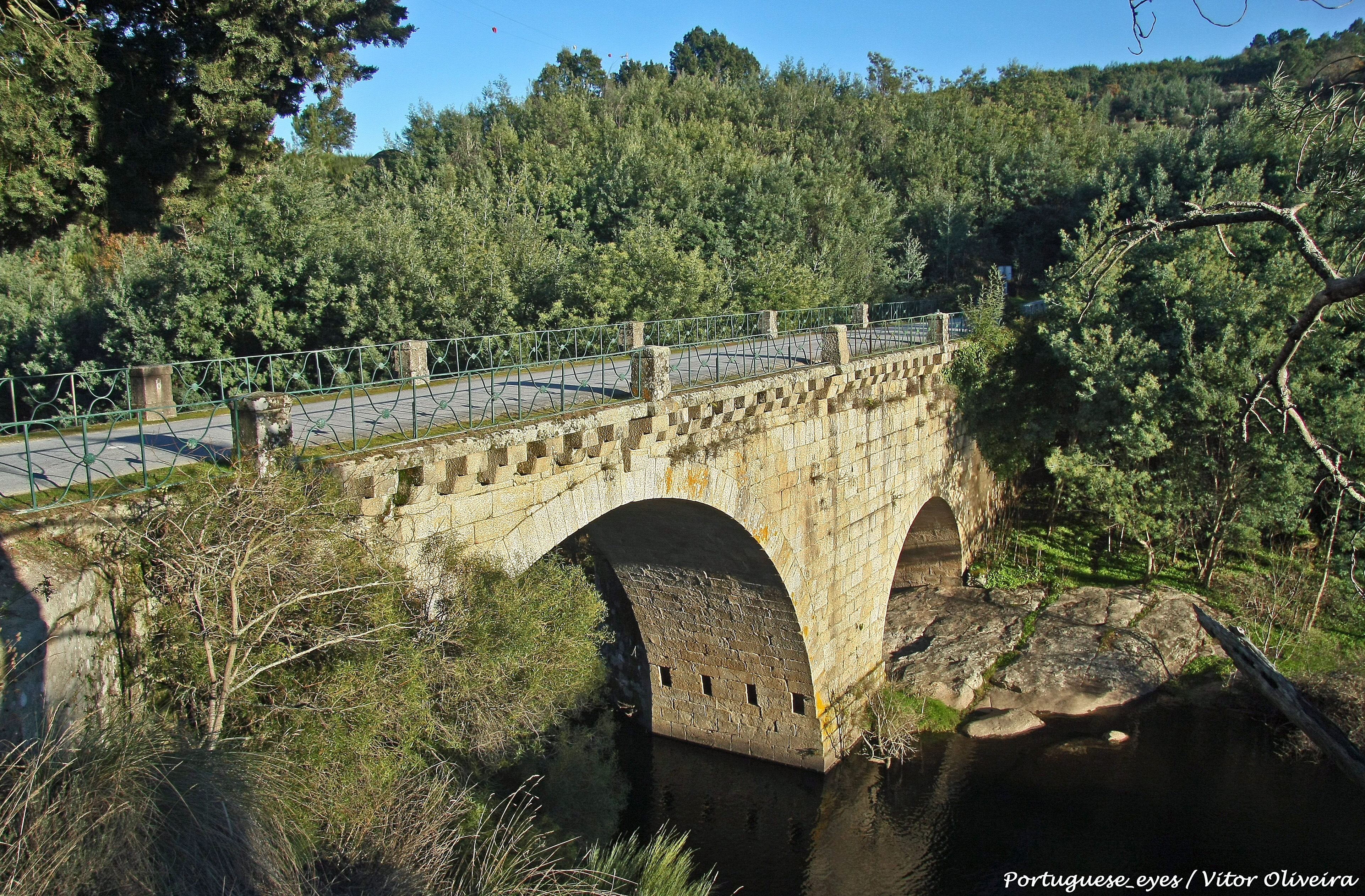
Ponte da EN329 sobre o Rio Mondego, em 2016: parte do trajeto rodoviário entre a estação de Gouveia e a localidade nominal.

### Século XXI
Em Agosto de 2009, a circulação ferroviária foi suspensa entre Gouveia e Contenças durante cerca de sete horas, devido a um incêndio em Contenças de Baixo.